# Vladímir Pozner
Vladimir Vladimírovič Pozner, también llamado Vladimir Posner (en ruso: Владимир Владимирович Познер; París, 1 de abril de 1934), es un periodista y presentador de televisión de origen franco-ruso-estadounidense.

## Biografía

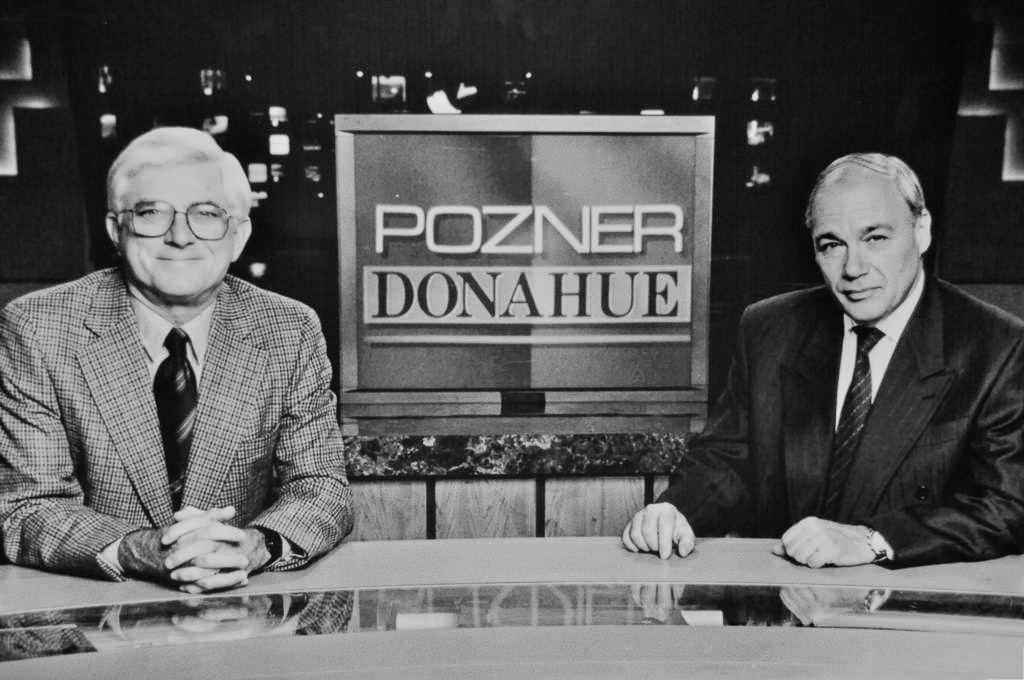
Pozner (a derecha) con Phil Donahue en 1997 durante una transmisión del canal CNBC

Hijo del espía de origen ruso Vladímir Aleksándrovich Pozner, nació en París, Francia, aunque pasó buena parte de la infancia en los Estados Unidos. Desde allí pasó con su familia a la Unión Soviética en 1948. En 1958 se graduó en Biología por la Universidad Estatal de Moscú. Trabajó luego como traductor y entre 1960 y 1961 fue secretario del escritor Samuil Marshak. En 1961 empezó su carrera periodística y se convirtió en presentador de retransmisiones radiofónicas y conductor de programas en la televisión de la URSS. Durante la década de 1990 presentó programas en la televisión, ya fuera en los Estados Unidos o en Rusia. Regresó definitivamente a Moscú en 1997, donde ha continuado con su labor periodística en el canal Piervy Kanal.

## Otros proyectos
- Wikimedia Commons contiene immagini o altri file su Vladimir Vladimirovič Pozner